# Helanbergen
Helanbergen eller Alabergen (kinesiska: 贺兰山) är en bergskedja i Kina. Den ligger i den centrala delen av landet, 900 km väster om huvudstaden Peking. Helanbergen formar gränsen mellan Inre Mongoliet och Ningxia.
Helanbergen sträcker sig 130 km i nord-sydlig riktning. Den högsta punkten är 3 526 meter över havet. Xiaosongberget är en del i Helanbergen.
I trakten råder ett kallt ökenklimat.